# 35 Draconis
35 Draconis är en gulvit underjätte som ligger i stjärnbilden Draken.
35 Dra har visuell magnitud +5,02 och är synlig för blotta ögat vid någorlunda god seeing. Den befinner sig på ett avstånd av ungefär 105 ljusår.